# Paperino poliziotto
Paperino poliziotto (Officer Duck) è un film del 1939 diretto da Clyde Geronimi. È un cortometraggio animato della serie Donald Duck, prodotto dalla Walt Disney Productions e uscito negli Stati Uniti il 10 ottobre 1939, distribuito dalla RKO Radio Pictures. Nel gennaio 1986 fu inserito nello special Vita da paperi. In tale occasione Paperino e Bimbo Tom furono doppiati da Franco Latini. 

## Trama
L'agente Paperino viene assegnato alla cattura di un criminale di nome Bimbo Tom, interpretato da Pietro Gambadilegno. Il nome fa credere a Paperino che sarà un avversario facile, ma quando arriva al suo nascondiglio scopre che in realtà è un massiccio energumeno, che si disfa immediatamente di lui. Per ammanettare il criminale, il papero decide di presentarsi a casa di Tom travestito da bambino. Tom si affeziona al "bambino", ma ben presto Paperino riesce ad ammanettare il criminale, che subito dopo lo disarma. Il criminale insegue il papero per strada, ma incontra poco dopo una parata di poliziotti che, marciante sulle note di Stars and Stripes Forever, lo fa finire in carcere.

## Distribuzione

### Edizioni home video

#### DVD
Il cortometraggio è incluso nel DVD Walt Disney Treasures: Semplicemente Paperino - Vol. 1 e all'interno del film direct-to-video C'era una volta Halloween, uscito esclusivamente in DVD.